# Бидуга

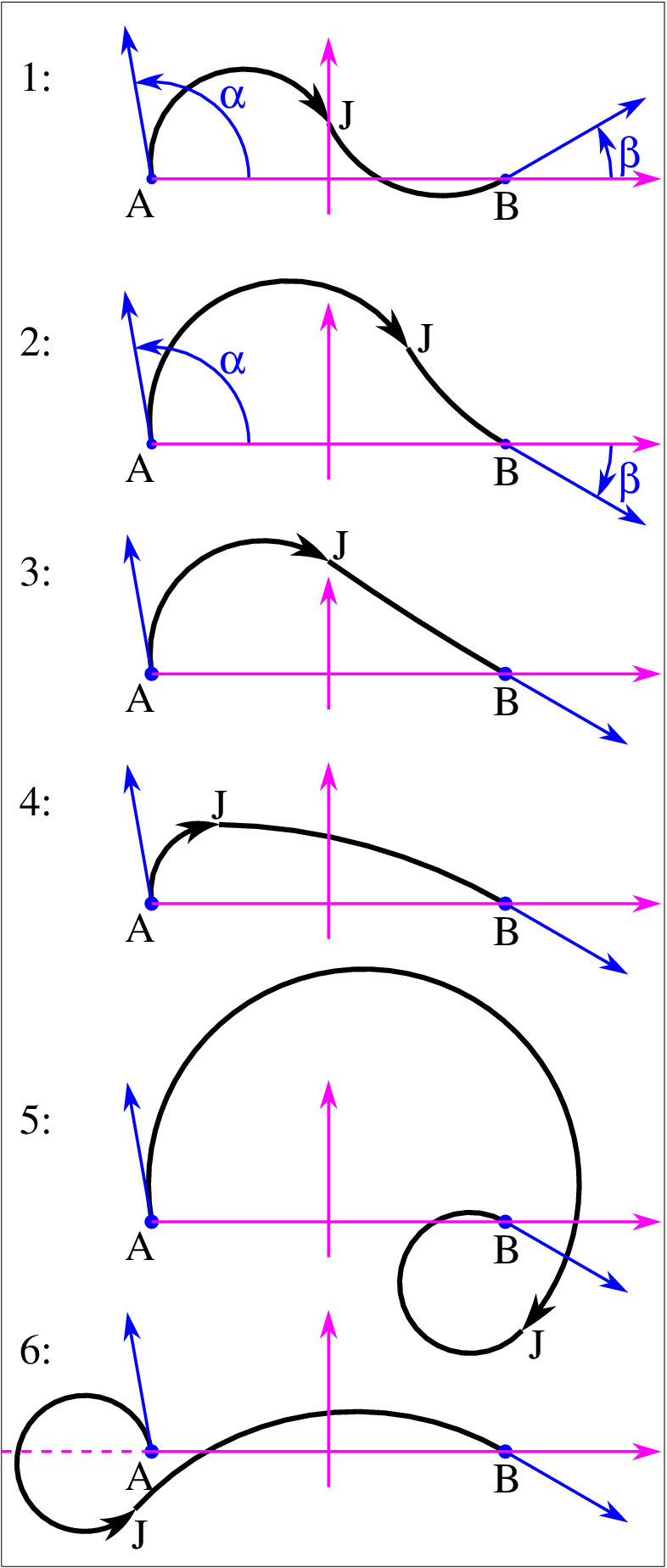
Рис. 1. Примеры бидуг

Бидуга́ — гладкая плоская кривая, составленная из двух круговых дуг, меньших полной окружности. Одной из дуг может быть отрезок прямой. Бидуги были предложены

для геометрического моделирования (построения, аппроксимации) кривых с заданными граничными точками и касательными в них.
В классе бидуг эта задача имеет целое семейство решений,
и требует дополнительных условий для нахождения конкретных кривых.
Таковыми могут быть задание кривизны или поворота одной из дуг, фиксированная длина кривой, требование минимизации скачка кривизны в точке сопряжения, и т. п.
У бидуги зависимость {\displaystyle k(s)} кривизны от длины дуги монотонна (так как состоит из двух постоянных участков), поэтому бидуга является простейшей спиралью.

## Примеры бидуг
На рис. 1 показаны шесть бидуг {\displaystyle AJB}.
Точки {\displaystyle A} и {\displaystyle B} — начальная и конечная точки кривой,
{\displaystyle J} (join) — точка гладкого сопряжения двух дуг.
Примеры 1-4 иллюстрируют короткие бидуги: они не пересекают дополнение хорды до бесконечной прямой, хотя могут пересекать саму хорду (бидуга 1).
Обычно именно такие кривые являются объектами аппроксимации.
Примеры 5 и 6 иллюстрируют длинные бидуги: они пересекают дополнение хорды, то есть закручиваются вокруг одной из концевых точек. 
У кривых 1, 2 и 6 точка {\displaystyle J} является точкой перегиба: в ней кривизна меняет знак (- на + у кривых 1, 2 и + на - у кривой 6).
Кривые помещены в систему координат хорды {\displaystyle {\overrightarrow {AB}}} длины {\displaystyle \;2c=|AB|}, в которой координаты начальной и конечной точек равны {\displaystyle A=(-c,0),\;\;B=(c,0)}.
Ориентированные углы наклонов касательных в точках {\displaystyle A} и {\displaystyle B},
измеренные относительно направления хорды {\displaystyle {\overrightarrow {AB}}},
обозначены {\displaystyle \alpha } и {\displaystyle \beta }.
Так, у бидуги 1 на рис. 1
{\displaystyle \;\alpha >0,\;\beta >0},
а у бидуг 2-6 — {\displaystyle \;\alpha >0,\;\beta <0}.

## Описание семейства бидуг
Граничные касательные векторы у кривых 2-6 на рис. 1 одинаковы: {\displaystyle \alpha =100^{\circ },\quad \beta =-30^{\circ }.}
Эти кривые являются членами однопараметрического семейства бидуг с общими касательными на концах. Всё семейство показано на нижнем фрагменте рисунка 2.
Далее основные свойства семейства бидуг с общими касательными на концах приведены по материалам статьи.
Параметр семейства обозначен {\displaystyle p}. Обозначение бидуги в виде {\displaystyle {\mathcal {B}}(p)} подразумевает фиксацию констант, то есть {\displaystyle {\mathcal {B}}(p;\,\alpha ,\beta ,c)}.
Рисунки 2, 3, 4 иллюстрируют такие семейства для различных пар {\displaystyle \{\alpha ,\beta \}.}
|  | {\displaystyle \alpha =\beta } | {\displaystyle \|\alpha \|=\pi } · {\displaystyle \|\beta \|=\pi } |

### Соотношения для углов и кривизн
Углы {\displaystyle \alpha } и {\displaystyle \beta } считаются определёнными в диапазоне
{\displaystyle [-\pi ;\,\pi ]}:
{\displaystyle -\pi \leqslant \alpha \leqslant \pi }, {\displaystyle -\pi \leqslant \beta \leqslant \pi }.
Построение бидуги возможно при
{\displaystyle \qquad 0<|\alpha +\beta |<2\pi .\qquad (1)}
Введём обозначения 
{\displaystyle \omega ={\frac {\alpha +\beta }{2}},\quad \gamma ={\frac {\alpha -\beta }{2}}}.
Неравенства (1) означают, что {\displaystyle \;\sin \omega \not =0}.
Кривизна {\displaystyle k_{1}} первой дуги {\displaystyle (AJ)} и кривизна {\displaystyle k_{2}} второй дуги {\displaystyle (JB)} выражаются, как функции параметра семейства, следующими формулами:
{\displaystyle k_{1}(p)={\frac {1}{c}}\left(-\sin \alpha -{\frac {\sin \omega }{p}}\right),\quad k_{2}(p)={\frac {1}{c}}\left(\sin \beta +p\sin \omega \right).}
Пусть
- {\displaystyle \theta _{1}} и {\displaystyle L_{1}} — поворот и длина дуги {\displaystyle AJ}:    {\displaystyle \theta _{1}=k_{1}L_{1}};
- {\displaystyle \theta _{2}} и {\displaystyle L_{2}} — поворот и длина дуги {\displaystyle JB}:    {\displaystyle \theta _{2}=k_{2}L_{2}}.

Справедливы равенства
{\displaystyle \theta _{1}(p)=2\arg \left(\mathrm {e} ^{-\mathrm {i} \alpha }+p^{-1}{\mathrm {e} ^{-\mathrm {i} \omega }}\right),\quad \theta _{2}(p)=2\arg \left(\mathrm {e} ^{\mathrm {i} \beta }+p\,\mathrm {e} ^{\mathrm {i} \omega }\right).}

### Геометрическое место точек сопряжения
Точки сопряжения {\displaystyle J} двух дуг расположены на окружности
{\displaystyle X_{J}(p)={\frac {c(p^{2}-1)}{p^{2}+2p\cos \gamma +1}},\quad Y_{J}(p)={\frac {2cp\sin \gamma }{p^{2}+2p\cos \gamma +1}},\quad -\infty \leqslant p\leqslant \infty .\qquad (2)}
Эта окружность выходит из точки {\displaystyle A} под углом {\displaystyle \gamma }
и проходит через точку {\displaystyle B.}
При {\displaystyle \gamma =0} (то есть при {\displaystyle \alpha =\beta }) это прямая {\displaystyle AB} (рис. 3).
Бидуги семейства пересекают эту окружность под постоянным углом  {\displaystyle -\omega }.
Вектор касательной к бидуге в точке сопряжения есть {\displaystyle ||\cos \tau _{{}_{J}},\,\sin \tau _{{}_{J}}||}, где
{\displaystyle \tau _{{}_{J}}(p)={-2}\operatorname {arctg} {\dfrac {p\sin {\frac {\alpha }{2}}+\sin {\frac {\beta }{2}}}{p\cos {\frac {\alpha }{2}}+\cos {\frac {\beta }{2}}}}.}
Бидуга с минимальным скачком кривизны в точке сопряжения, {\displaystyle \min \left|k_{2}(p)-k_{1}(p)\right|,} реализуется при {\displaystyle p=\pm 1;} точка {\displaystyle J} при этом лежит на оси ординат {\displaystyle (X_{J}=0).}

### Вырожденные бидуги
В семействе бидуг можно выделить следующие вырожденные бидуги.
- Бидуга {\displaystyle {\mathcal {B}}(0)}: при {\displaystyle p\to 0} точка сопряжения {\displaystyle J(p)} бидуги {\displaystyle AJB} стремится к точке {\displaystyle A}, часть {\displaystyle AJ} исчезает, превращаясь в бесконечный импульс кривизны. Бидуга вырождается в дугу окружности, опирающуюся на хорду {\displaystyle AB} и имеющую с бидугами семейства общую касательную в конечной точке.
- Бидуга {\displaystyle {\mathcal {B}}(\infty )}: стремление {\displaystyle p\to \infty } влечёт {\displaystyle J(p)\to B}, часть {\displaystyle JB} исчезает. Бидуга вырождается в дугу окружности, опирающуюся на хорду {\displaystyle AB} и имеющую с бидугами семейства общую касательную в начальной точке.
- Бидуга {\displaystyle {\mathcal {B}}(p^{\ast })}, где

{\displaystyle \qquad p^{\ast }=\left\{{\begin{array}{lll}-{\dfrac {\sin \omega }{\sin \alpha }},\quad &{\text{если}}\;|\alpha |\geqslant |\beta |\quad (-\infty ,\;{\text{при}}\;|\alpha |=\pi ),\\-{\dfrac {\sin \beta }{\sin \omega }},\quad &{\text{если}}\;|\alpha |\leqslant |\beta |\quad (\;0,\;\;\;{\text{при}}\;|\beta |=\pi ),\end{array}}\right.}
представляет собой разрывную бидугу, проходящую через бесконечно удалённую точку плоскости.
Всегда {\displaystyle p^{\ast }\leqslant 0}, а неравенства (1) исключают одновременное равенство {\displaystyle |\alpha |=|\beta |=\pi }.
```
На рисунках
 
2,
 
3 разрывные бидуги показаны красной штрих-пунктирной линией.
```

С учётом этих трёх вырожденных бидуг через любую точку плоскости с выколотыми полюсами {\displaystyle A} и {\displaystyle B} проходит единственная бидуга {\displaystyle {\mathcal {B}}(p)}. Именно, через точку {\displaystyle (x,y)} проходит бидуга с параметром 
{\displaystyle \qquad p(x,y)=\left\{{\begin{array}{ll}-{\dfrac {[(x+c)^{2}+y^{2}]\sin \omega }{(c^{2}-x^{2}-y^{2})\sin \alpha -2cy\cos \alpha }},\quad &{\text{если}}\quad \omega \,C(x,y)\leqslant 0,\\-{\dfrac {(c^{2}-x^{2}-y^{2})\sin \beta +2cy\cos \beta }{[(x-c)^{2}+y^{2}]\sin \omega }},\quad &{\text{если}}\quad \omega \,C(x,y)\geqslant 0,\end{array}}\right.}
где {\displaystyle \;C(x,y)=(c^{2}-x^{2}-y^{2})\sin \gamma -2cy\cos \gamma }.

### Структура семейства
В семействе бидуг {\displaystyle {\mathcal {B}}(p;\,\alpha ,\beta ,c)} выделим, в зависимости от значения параметра {\displaystyle p,} следующие подсемейства невырожденных бидуг:
{\displaystyle {\begin{array}{l}{\mathcal {B}}^{\,+}(p){:}\quad p\in (0;\infty );\\{\mathcal {B}}_{1}^{\,-}(p){:}\quad p\in (p^{\ast };0);\\{\mathcal {B}}_{2}^{\,-}(p){:}\quad p\in (-\infty ;p^{\ast });\\{\mathcal {B}}^{\,-}(p)={\mathcal {B}}_{1}^{\,-}(p)\cup {\mathcal {B}}_{2}^{\,-}(p)\end{array}}}
(в, Property 2, подсемейства {\displaystyle {\mathcal {B}}^{\,+}} и {\displaystyle {\mathcal {B}}^{\,-}} названы, соответственно, main subfamily и complementary subfamily).
На рисунках 2, 3, 4 бидуги, принадлежащие подсемействам
{\displaystyle \color {sienna}{\mathcal {B}}^{\,+}},
{\displaystyle \color {blue}{\mathcal {B}}_{1}^{\,-}} и
{\displaystyle \color {green}{\mathcal {B}}_{2}^{\,-}}
показаны, соответственно, коричневым, синим и зелёным цветом.
Бидуги подсемейства {\displaystyle {\mathcal {B}}^{\,+}} — короткие.
Их кривизна либо возрастает (если {\displaystyle \omega >0}), либо убывает (если {\displaystyle \omega <0}):
{\displaystyle \operatorname {sgn}(k_{2}-k_{1})=\operatorname {sgn} \omega =\operatorname {sgn}(\alpha +\beta )}
(теорема В.Фогта для коротких спиралей).
Они заключены внутри линзы — области, ограниченной вырожденными бидугами {\displaystyle {\mathcal {B}}(0)} и {\displaystyle {\mathcal {B}}(\infty )} (на рисунках область линзы затемнена).
Угловая ширина линзы (со знаком) равна {\displaystyle \alpha +\beta =2\omega }.
ГМТ (2) есть биссектриса линзы.
Бидуги подсемейства {\displaystyle {\mathcal {B}}^{\,-}} имеют противоположный (по отношению к {\displaystyle {\mathcal {B}}^{\,+}}) характер монотонности кривизны.

Если {\displaystyle |\alpha |\not =\pi } и {\displaystyle |\beta |\not =\pi }, то бидуги этого подсемейства — длинные. Разрывная бидуга {\displaystyle \color {red}{\mathcal {B}}(p^{\ast })}
отграничивает друг от друга бидуги подсемейств {\displaystyle {\mathcal {B}}_{{\color {blue}1},{\color {green}2}}^{\,-}}.
Подсемейство {\displaystyle {\mathcal {B}}_{1}^{\,-}} пусто, если {\displaystyle p^{\ast }=0}     {\displaystyle (|\beta |=\pi ).}
Подсемейство {\displaystyle {\mathcal {B}}_{2}^{\,-}} пусто, если {\displaystyle p^{\ast }=-\infty } {\displaystyle (|\alpha |=\pi ).}
Переопределение граничных углов в кумулятивном смысле.
Интегрирование натурального уравнения бидуги даёт непрерывную (кусочно-линейную) функцию {\displaystyle \tau (s)} — угол наклона касательной к кривой. При таком определении, непрерывном, её значения могут выйти за пределы {\displaystyle \pm \pi }, и значения на концах могут отличаться от {\displaystyle \alpha ,\beta } на {\displaystyle \pm 2\pi .} Определим, наряду с {\displaystyle \alpha ,\beta }, кумулятивные версии граничных углов в виде {\displaystyle {\widetilde {\alpha }},{\widetilde {\beta }}}, с учётом непрерывности {\displaystyle \tau (s).} Поправка к углу {\displaystyle \alpha } вносится, если бидуга совершает оборот вокруг точки {\displaystyle A,} то есть пересекает луч {\displaystyle \{x<-c,\,y=0\}}; поправка к углу {\displaystyle \beta } вносится, если бидуга совершает оборот вокруг точки {\displaystyle B} (пересекая правое дополнение хорды до бесконечной прямой):
- в подсемействе {\displaystyle {\mathcal {B}}^{\,+}}:    {\displaystyle {\widetilde {\alpha }}=\alpha ,\qquad \qquad \quad {\widetilde {\beta }}=\beta };
- в подсемействе {\displaystyle {\mathcal {B}}_{1}^{\,-}}:    {\displaystyle {\widetilde {\alpha }}=\alpha -2\pi \operatorname {sgn} \omega ,\;{\widetilde {\beta }}=\beta };
- в подсемействе {\displaystyle {\mathcal {B}}_{2}^{\,-}}:    {\displaystyle {\widetilde {\alpha }}=\alpha ,\qquad \qquad \quad {\widetilde {\beta }}=\beta -2\pi \operatorname {sgn} \omega }.

Тогда полный поворот бидуги {\displaystyle {\mathcal {B}}(p)}  равен
{\displaystyle \theta _{1}(p)+\theta _{2}(p)={\widetilde {\beta }}-{\widetilde {\alpha }},}
а возрастание/убывание кривизны соответствует равенству
{\displaystyle \operatorname {sgn}(k_{2}-k_{1})=\operatorname {sgn}({\widetilde {\alpha }}+{\widetilde {\beta }}).}
Так, для бидуг с возрастающей кривизной, {\displaystyle k_{2}>k_{1}}, имеем:
{\displaystyle {\widetilde {\alpha }}>-\pi ,\quad {\widetilde {\beta }}>-\pi ,\quad 0<{\widetilde {\alpha }}+{\widetilde {\beta }}<2\pi .}